# Colaspoides zoiai
Colaspoides zoiai es un insecto coleóptero de la familia Chrysomelidae.
Fue descrita científicamente en 2004 por Medvedev.